# Georg Friedrich I. (Brandenburg-Ansbach-Kulmbach)

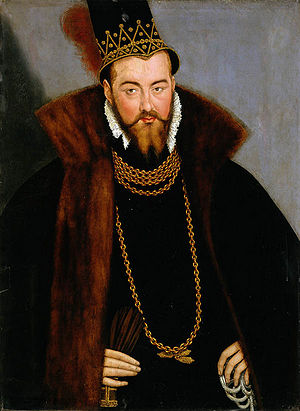
Gemälde Markgraf Georg Friedrich von Brandenburg-Ansbach-Bayreuth (um 1564) von Lucas Cranach der Jüngere im Jagdschloss Grunewald

Markgraf Georg Friedrich I.

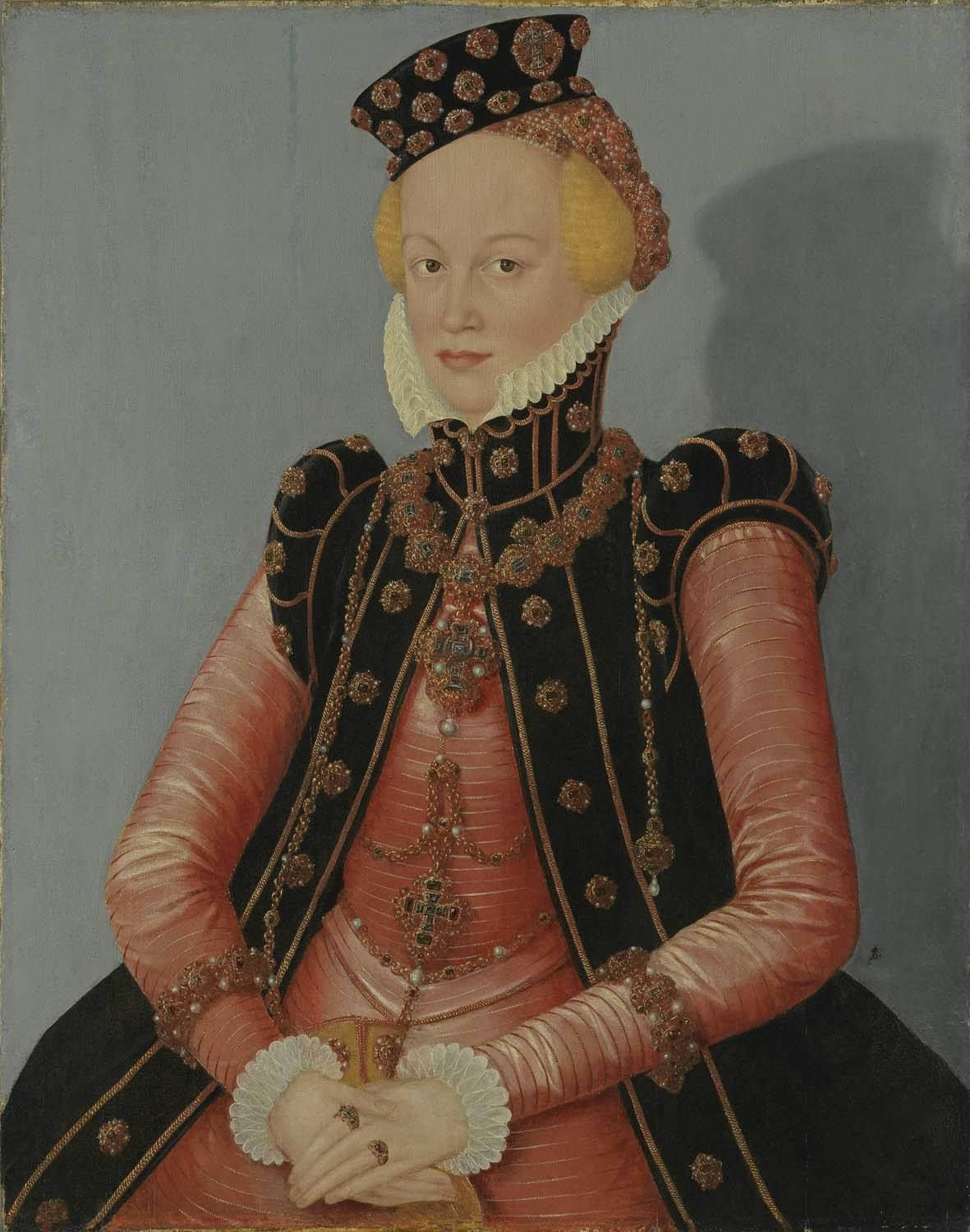
Elisabeth von Brandenburg-Küstrin, erste Frau Georg Friedrichs I.

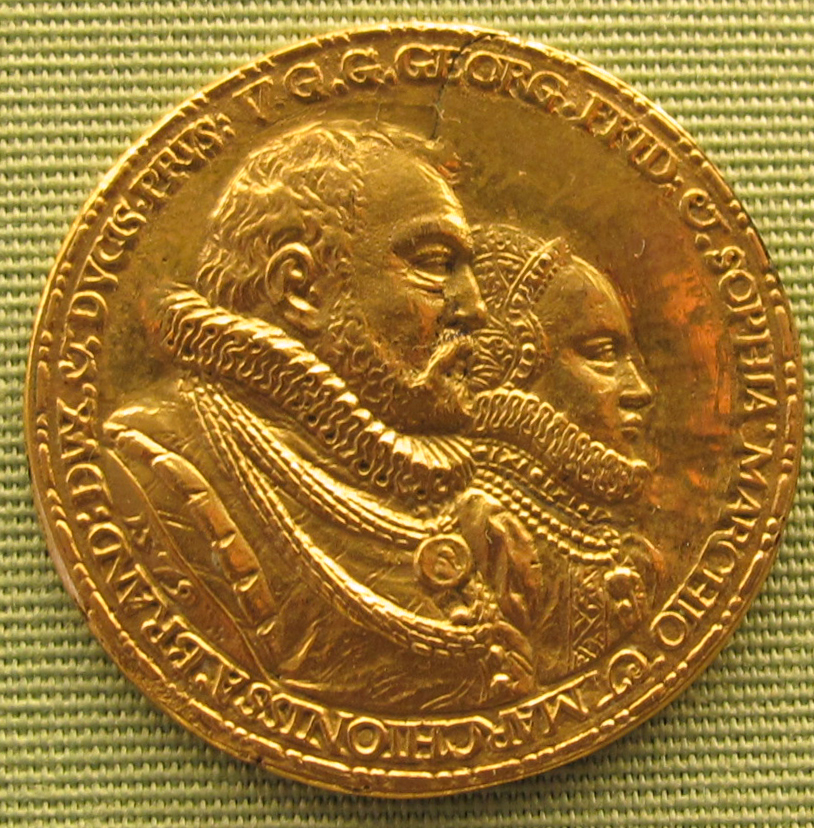
Georg Friedrich und Prinzessin Sophie von Braunschweig-Lüneburg, zweite Frau Georg Friedrichs I. (Medaille von Tobias Wolff, 1579)

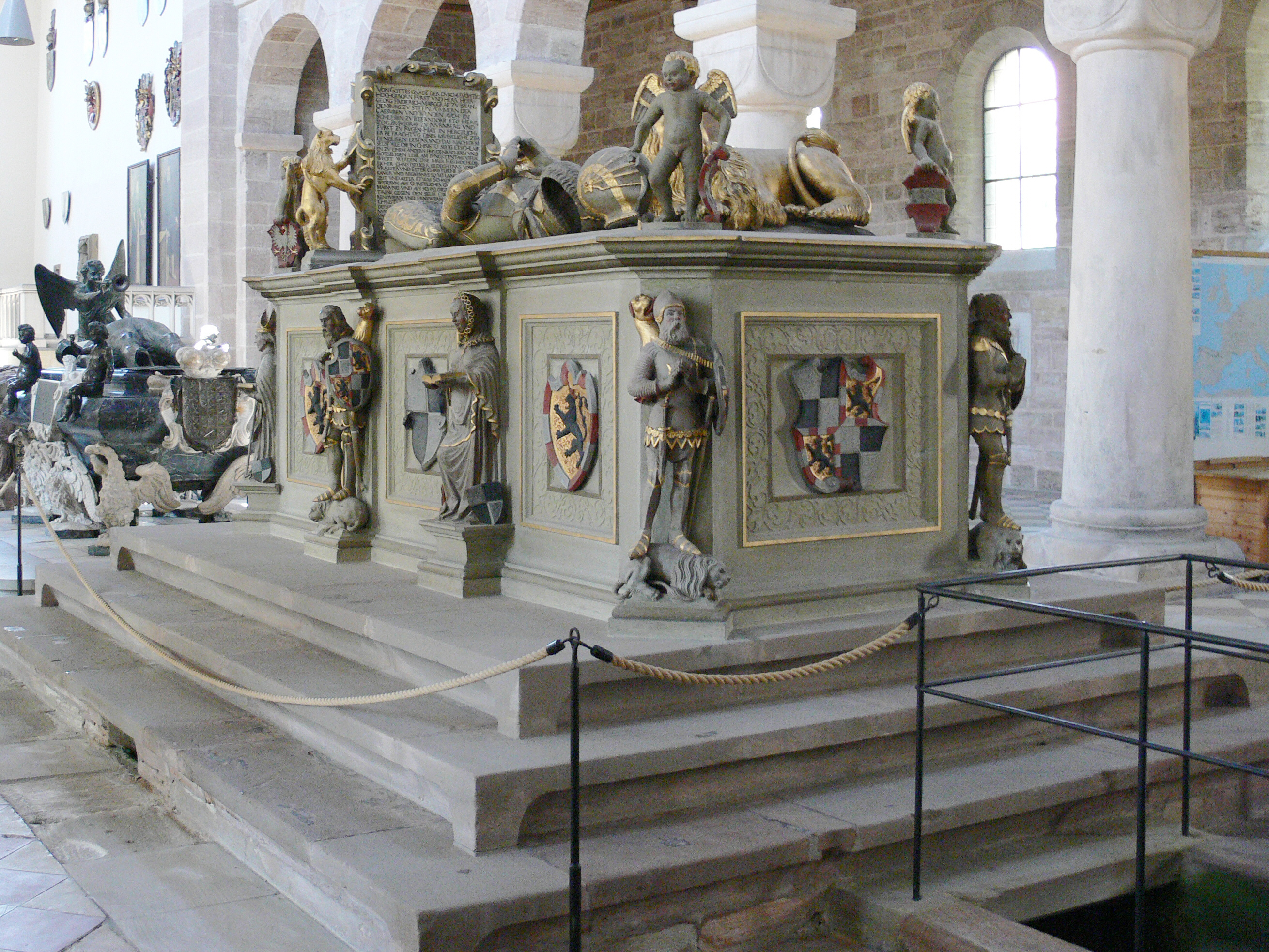
Hochgrab Georg Friedrichs I. im Kloster Heilsbronn

Georg Friedrich I., der Ältere (* 5. April 1539 in Ansbach; † 26. April oder 25. Apriljul. / 5. Mai 1603greg. ebenda) war von 1543 bis 1603 Markgraf des Fürstentums Brandenburg-Ansbach und Herzog von Jägerndorf, von 1557 bis 1603 Markgraf des Fürstentums Brandenburg-Kulmbach und von 1577 bis 1603 Administrator des Herzogtums Preußen.

## Leben

### Herkunft und Familie
Georg Friedrich war der einzige Sohn des Ansbacher Markgrafen Georg (siehe Stammliste der Hohenzollern) und dessen dritter Frau Aemilia von Sachsen (1516–1591), Tochter Heinrichs des Frommen. Nach dem frühen Tod des Vaters im Jahre 1543 übernahm die Mutter die Erziehung des fünfjährigen Georg Friedrich. Obervormünder waren die Kurfürsten von Brandenburg (Joachim II.) und Sachsen (Johann Friedrich I.) sowie Landgraf Philipp von Hessen. Testamentarisch hatte Georg der Fromme verfügt, dass das Fürstentum Brandenburg-Ansbach und die schlesischen Herzogtümer durch den Kaiserlichen Landrichter zu Nürnberg und Landvogt von Ansbach Friedrich von Knobelsdorff als Statthalter und Regent vormundschaftlich (Untervormund) verwaltet werden sollten. Dies wurde auf dem Reichstag von Speyer am 13. Mai 1544 durch Kaiser Karl V. bestätigt, nachdem Albrecht Alcibiades das Testament in diesem Punkt angefochten hatte.
1558 heiratete Georg Friedrich in erster Ehe Elisabeth von Brandenburg-Küstrin (1540–1578), die 1578 auf einer Fahrt nach Ostpreußen starb. Ein Jahr später vermählte er sich mit Sophie von Braunschweig-Lüneburg (1563–1639), Tochter Wilhelms von Braunschweig-Lüneburg. In den Jahren 1590 bis 1594 führte Georg Friedrichs Schwager Pfalzgraf Karl von Birkenfeld für ihn die Regierungsgeschäfte, da er „schweren Leibes gewesen“. Als Georg Friedrich im Jahre 1603 ohne männliche Nachkommen starb, erlosch mit ihm der Ansbach-Jägerndorfer Zweig der Linie der fränkischen Hohenzollern. Die Nachfolge in seinen Fürstentümern hatte er bereits 1598 im Geraer Hausvertrag geregelt. Georg Friedrich wurde im Kloster Heilsbronn, der Grablege der fränkischen Hohenzollern, bestattet.

### Übernahme eines umfangreichen Erbes
Als Folge des Zweiten Markgrafenkrieges zog König Ferdinand I. die Besitzungen des Markgrafen Albrecht Alcibiades ein. 1556 konnte Georg Friedrich neben dem Fürstentum Ansbach auch sein Erbe in den schlesischen Besitzungen Jägerndorf, Beuthen und Oderberg antreten. Oppeln und Ratibor waren durch die Intervention Ferdinands I. für die Hohenzollern verloren und verhinderten nachhaltig die Bildung eines größeren geschlossenen Besitzes. Nach dem Tode von Albrecht Alcibiades erbte Georg Friedrich 1557 auch das Markgrafentum Kulmbach.
Als der preußische Herzog Albrecht Friedrich zunehmend in Depressionen verfiel, übernahm Georg Friedrich 1577 als dessen nächster Verwandter die Munt (Vormundschaft), obwohl die preußischen Stände dagegen protestierten. 1578 wurde er vom polnischen König Stephan Báthory, dem Lehnsherrn Preußens, mit dem Herzogtum belehnt. Georg Friedrich unterzeichnete die Konkordienformel der lutherischen Kirche von 1577 und das Konkordienbuch von 1580.
Das Wappen Georg Friedrichs enthält Elemente für tatsächliche Besitzungen sowie seine Ansprüche. Die Wappenbilder stehen für Brandenburg, Nürnberg, Stettin, Pommern, Kaschuben, Wenden, Rügen, Preußen, Schlesien und Jägerndorf. Das Wappen beinhaltet weiterhin ein Regalienschild und das Stammwappen der Hohenzollern.
Der Geraer Hausvertrag blieb nachhaltig bestimmend und richtungsweisend für die Familienpolitik der Hohenzollern. Der Konflikt mit den Habsburgern um das Herzogtum Jägerndorf bot einen Anlass zum Ersten Schlesischen Krieg.

### Verwaltungsgeschick
Georg Friedrich bewies ein außergewöhnliches Talent für Verwaltungsorganisation und für die Hebung und Ordnung des Finanzwesens. In seiner Heimat Franken hat er die Verwaltung grundlegend umgestaltet. So konnte er das nach dem Bundesständischen Krieg verwüstete Kulmbacher Land zu neuer Blüte führen und das Militärwesen und die Finanzen grundlegend verbessern. Reparationszahlungen erlaubten ihm den Wiederaufbau der Plassenburg unter Caspar Vischer und des zerstörten Kulmbachs, darunter auch die Burggüter der Stadt. Er strafte auch Ritter, wie Georg Wolf von Kotzau, die im Markgrafenkrieg die Gegner unterstützt hatten, ab. Der Protestantischen Kirche des Landes gab er eine Konsistorialverfassung. Die von ihm gegründete Schola Culmbachiana in Kulmbach wurde später nach ihm Markgraf-Georg-Friedrich-Gymnasium benannt, die Staatliche Realschule in Heilsbronn trägt den Namen Markgraf-Georg-Friedrich-Realschule.
Preußen führte er nach ähnlichem Muster und konnte, gestützt auf ein gutes Einvernehmen mit Stephan Báthory, die Herrschaft über das Land wieder befestigen und Recht und Ordnung verbessern. Zahlreiche fränkische Beamte wurden nach Preußen geschickt, die Verwaltung, Finanzwesen und Steuern nach fränkischem Vorbild umgestalteten.

### Politik im Herzogtum Jägerndorf
Da sich Georg Friedrich später vor allem in Ansbach aufhielt, ließ er Jägerndorf durch eine von ihm bestimmte „Jägerndorfsche Regierung“ verwalten. Ein konfliktträchtiges Thema, welches sich über Jahrzehnte hinstreckte, war in der Rechtsprechung begründet. Auf der einen Seite waren die Stände, insbesondere der Landadel, der seine Ansprüche gegenüber Bauern und Bürger mit dem mährischen Landrecht in böhmischer Sprache behauptete. Auf der anderen Seite stand das sächsische bzw. kaiserliche Recht in deutscher Sprache, welches in den Streitfragen im Sinne des Markgrafen den Landadel eher beschränkte. Es gelang Georg Friedrich faktisch über 15 Jahre lang durch die Nichtbesetzung der Stelle des Landrichters das mährische Landrecht auszuschalten. 1561 ließ er drei Gutachten über das Landrecht anfertigen, die seine Haltung untermauerten. Der benachbarte Herzog Georg von Liegnitz-Brieg wurde vom Markgrafen mit der Umsetzung beauftragt. Im Zuge des weiteren Konfliktes wurde auch demonstrativ die böhmische und deutsche Sprache mündlich wie schriftlich verwendet, um das eigene Rechtsverständnis zu behaupten. Vor allem die Stadt Leobschütz versuchte aus diesem Konflikt Sonderregelungen für sich abzuleiten. Schließlich setzte sich der Kaiser Maximillian II., aus dem Feldlager bei Raab am 5. Oktober 1566, als Schlichter ein und sorgte für die Wiederaufnahme der Rechtsprechung nach mährischer Tradition. Vorschriften, die Amtssprache betreffend, wurden gelockert. Durch eine spätere Nachbesserung durch Georg Friedrich wurden soziale Missstände beseitigt, was wiederum die Rechte des Landadels beschnitt. Explizit ging es um Erbteile, die der Landadel gegenüber seinen Untergebenen an sich ziehen konnte und um die Verteilung von Prozesskosten.
Die Zeit Georg Friedrichs als Herzog der schlesischen Besitzungen kann als finanziell solide, friedlich und im Gegensatz zu benachbarten Regionen auch frei von größeren religiösen Konflikten beschrieben werden.